# 회칙
회칙(回勅)은 로마 가톨릭교회의 공문 중 하나이다. 도덕과 가르침의 문제에 대한 교황의 입장을 나타내는 문서이지만 교리를 결정하는 것은 아니다. 일반적 라틴어로 작성되어 각 언어로 번역되어 공포된다. 제목은 라틴어 본문의 처음 몇 단어로 채택된다. 교황의 이름으로 발행된 문서에는 회칙 이외에 사도적 권고, 사도적 서한 등이 있다.